# Jatný potok
Jatný potok je potok v Moravskoslezském kraji, levostranný přítok řeky Olše, který odvodňuje menší oblast na severovýchodě Moravskoslezských Beskyd v okrese Frýdek-Místek. Pramení v nadmořské výšce 420 metrů. Potok má délku 3,11 kilometrů.
V místech, kde potok protéká kolem osad, jsou jeho břehy zpevněny kamennými bloky či betonovou výztuží.